# Amorphophallus manta
Amorphophallus manta är en kallaväxtart som beskrevs av Wilbert Leonard Anna Hetterscheid och Ittenbach. Amorphophallus manta ingår i släktet Amorphophallus och familjen kallaväxter. Inga underarter finns listade.